# A doua epistolă a lui Petru

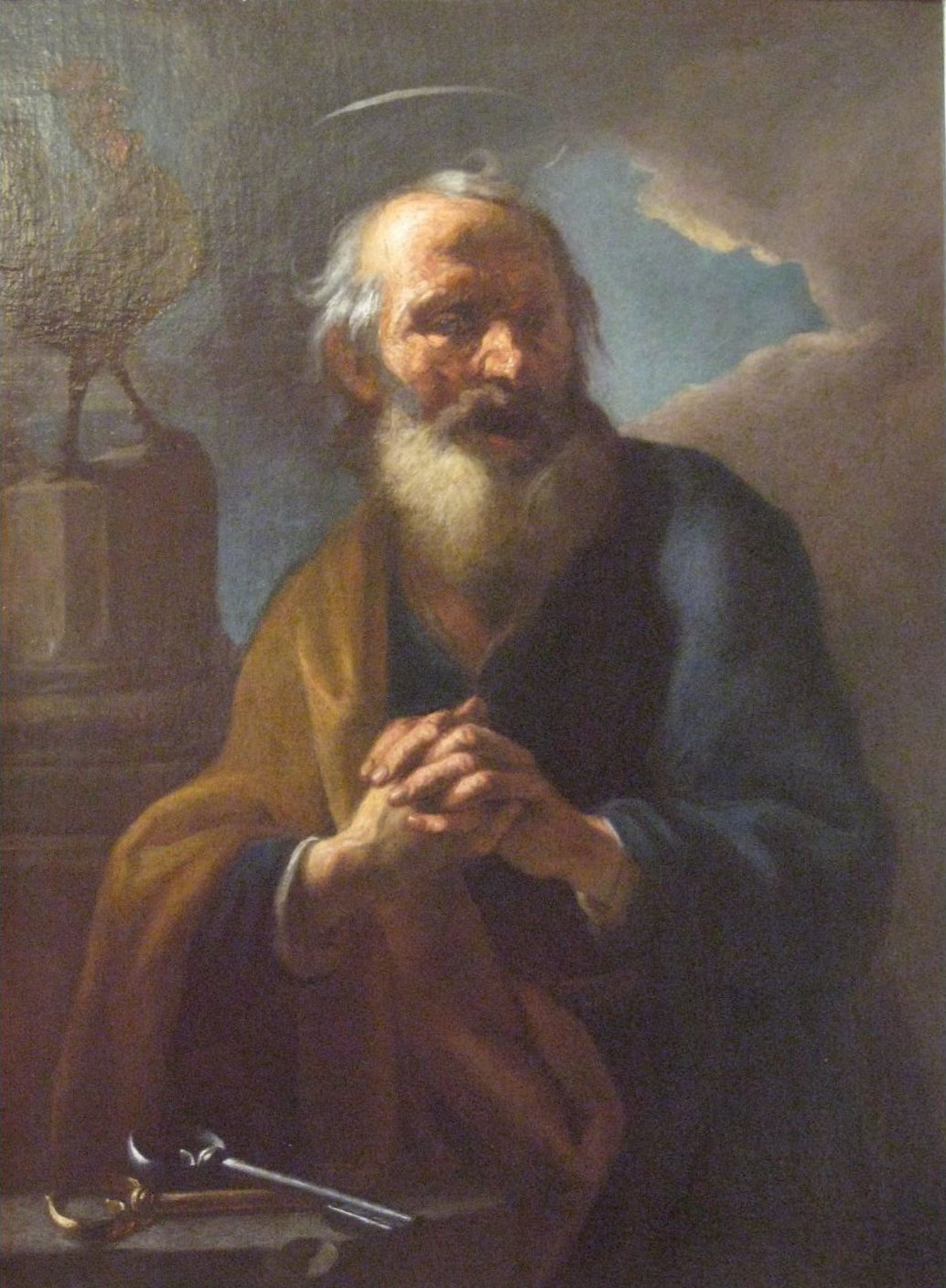
Portretul Sfântului Petru, realizat de Petr Jan Brandl în anul 1724, Galeria Națională din Praga, Republica Cehă.

A doua epistolă catolică a lui Petru (sau A Doua Epistolă Sobornicească a Sfântului Apostol Petru) este o carte a Noului Testament. 
Este datată circa 110 d.Hr.
Opinia critică majoritară este că a fost scrisă sub nume fals. Majoritatea bibliștilor resping ideea că Petru ar fi scris ceva din Biblie.